# Просмычи
Просмычи (бел. Просмычы) — деревня в Чемерисском сельсовете Брагинского района Гомельской области Беларуси.

## География

### Расположение
В 15 км на юг от Брагина, 45 км от железнодорожной станции Хойники (на ветке Василевичи — Хойники от линии Калинковичи — Гомель), 134 км от Гомеля.

### Гидрография
Река Брагинка.

## Транспортная сеть
Транспортные связи по просёлочной, затем автомобильной дороге Комарин — Брагин.
Планировка состоит из криволинейной улицы, ориентированной с юго-востока на северо-запад (вдоль реки), застроенной деревянными домами усадебного типа.

## История
Известна с XIX века как деревня в Савицкой волости Речицкого уезда Минской губернии. Согласно переписи 1897 года находилась школа грамоты.
С 8 декабря 1926 года по 30 декабря 1927 года центр Просмытского сельсовета Брагинского района Речицкого, с 9 июня 1927 года Гомельского округов. В 1930 году организован колхоз имени В. И. Чапаева, работали 2 ветряные мельницы (одна с 1913 года). В 1959 году в составе совхоза «Савичи» (центр — деревня Савичи). Работала библиотека.
До 16 декабря 2009 года в составе Храковичского сельсовета.

## Население

### Численность
- 2004 год — 58 хозяйств, 132 жителя.

### Динамика
- 1850 год — 218 жителей.
- 1897 год — 64 двора, 360 жителей (согласно переписи).
- 1908 год — 85 дворов, 551 житель.
- 1959 год — 517 жителей (согласно переписи).
- 2004 год — 58 хозяйств, 132 жителя.

## Культура
- Библиотека

## Достопримечательность
- Памятник землякам, погибшим в Великой Отечественной войне